# あぐり
『あぐり』は、1997年（平成9年）4月7日から10月4日まで放送されたNHK『連続テレビ小説』の第56作。主演は田中美里。
主要な舞台は、岡山県岡山市と東京都（市ヶ谷）と山梨県。

## 概要

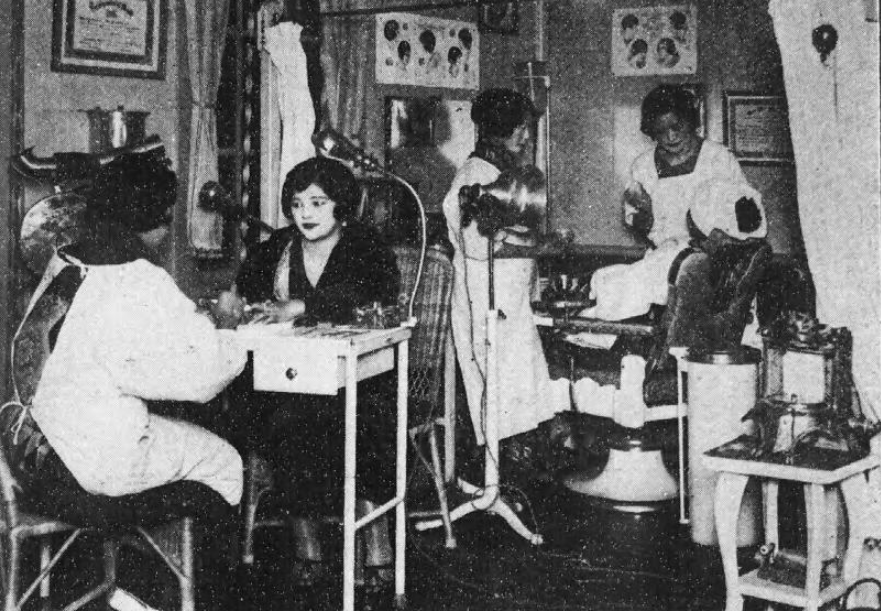
ドラマの舞台となった1920年代日本の美容室の様子（写真は初代メイ牛山の美容室）

美容家として知られる吉行あぐりの実話エッセイをモチーフに展開されたドラマで、岡山県と山梨県が舞台になった初めての連続テレビ小説作品である。
ヒロイン・あぐり（田中美里）の美容師にかける情熱とそれを取り巻く人間関係、それと平行してあぐりの周りでは世津子と健太郎、チェリーと沢田、光代と片桐、民子と燐太郎、淳之介と美和子等人の道からそれた恋や片想い、もしくはそれに準ずる関係を当時の時代背景なども絡ませて描かれた。なかでも野村萬斎演じるヒロインの夫・エイスケが人気を集めたが、彼が急死する展開は視聴者に衝撃を与え、NHKに助命嘆願が届くほどだったという。
あぐり美容室のモダンな外観は、日本の近代建築史に残る実物に即したものである（ただし、戦後に全国チェーン店のオーナーになるといった設定など、多少脚色もある）。
前年度から行ってきた週タイトル（原則、1週間=6回を1つのくくりとしている）に加え、この作品では初めて出演者のナレーション入りによる次週予告が放送された。
1997年の平均視聴率は28.4%、最高視聴率は31.5%（関東地区、ビデオリサーチ調べ）。
2003年に総集編の、2004年10月20日に完全版のDVDが発売された。
2004年度下半期（2004年9月27日 - 2005年3月25日）にNHK BS2、2021年3月29日から9月25日までNHK BSプレミアム及びNHK BS4Kにてアンコール放送された。

## あらすじ
1907年（明治40年）7月10日、岡山に生まれたあぐりはお転婆な少女。だが姉2人と父親を相次いでスペインかぜで亡くし、母親は遺産を騙し取られて困窮する。そんな中、岡山でも指折りの土木請負業の望月家との縁談が持ち上がる。1923年（大正12年）4月、あぐりは女学校在学のまま15歳で望月エイスケに嫁ぐ。
東京帰りのエイスケは家業そっちのけで、遊びや小説の執筆に熱中していた。当初反発していたあぐりだが、やがてエイスケの心優しさに惹かれていく。作家への夢を断ち切れないエイスケは東京に出奔。まもなく関東大震災が起き、エイスケは消息不明になる。あぐりは妊娠が判明。その後、エイスケは無事だったが帰郷を拒否。しかし正月にこっそり岡山に戻ってきたエイスケに会ったあぐりは産気づき、長男・淳之介を出産する。
家族そろって過ごしたのもつかのま、エイスケは再び上京。父親の健太郎は仕送りを止め、あぐりを上京させる。1925年（大正14年）2月、上京したあぐりはエイスケの家を見つけるが、小説を書くエイスケは岡山に帰ろうとせず、あぐりの仕送りを持って出奔。あぐりは上原世津子がマダムを務める「カフェ・セ・ラ・ヴィ」で美容師のチェリー山岡に出会い、美容師になることを決意。4月、上京してきた姑の光代に淳之介を預け、住み込みの内弟子になる。
エイスケは世津子が創刊した婦人雑誌『婦人現代』に協力。あぐりは、チェリーの娘で反抗的な真知子や先輩弟子とのトラブルに巻き込まれながらも美容師修行に励む。エイスケの弟・勇造は自動車技師の夢をあきらめ、望月組の跡取りになる。チェリーのはからいで、あぐりは3年の内弟子を2年で切り上げて通いの弟子となり、子育てと仕事を両立することになる。舅の健太郎は、あぐりの美容師修行に反対していたが、肋膜炎で倒れるほど仕事熱心なあぐりに感心し、独立を勧める。
1929年（昭和4年）、健太郎の援助や周囲の協力であぐりは『あぐり美容院』を建築。店員に辰子、内弟子にとめ、沢子を迎え8月に開店する。当時まだ珍しかった電気パーマネント機を導入し、店は繁盛。二号店も出店する。エイスケも作家として売れっ子になるが、家に寄り付かない日々が続く。
1934年（昭和9年）12月、あぐりの母・美佐が病死。あぐりは翌年の夏、長女・和子を出産する。自由な思想に対するしめつけが始まり、森 潤、世津子が特高に追われて姿を消す。耐えきれなくなったエイスケは筆を折る。日中戦争が長引く中、贅沢を控える風潮が広まる。1938年（昭和13年）、東京の美容室にはパーマネント自粛令が出され、あぐりの美容室もたびたび嫌がらせを受けるようになる。エイスケは株式投資で成功し、自動車や別荘を購入する。1939年（昭和14年）7月8日、あぐりは次女・理恵を出産。翌年の1940年（昭和15年）7月9日、エイスケは療養所の和子を見舞ったあと、狭心症で急死する。悲しむあぐりの前に女流画家の緑川靖子があらわれる。エイスケの子を宿した靖子はパリに旅立つ。
1943年（昭和18年）、金属類回収令であぐり美容室のパーマネント機が供出。1944年（昭和19年）、静岡の高等学校を退学しようとした淳之介は岡山で徴兵され出征するが、体調を崩し喘息の診断で即日帰郷となる。1945年（昭和20年）、建物疎開であぐり美容室は取り壊される。5月25日の空襲で望月家も全焼。一家はとめの実家の山梨に疎開し、終戦を迎える。
1946年(昭和21年）、あぐりはとめ夫妻のブドウ農園を手伝いながら光代を介護していたが、美容院を再開したチェリーの手紙で上京。美容師の教員となるが、周囲の励ましで再び美容院を開店する。
1948年(昭和23年）秋、あぐりは沢田から美容院チェーンの経営に誘われる。岡山では舅の健太郎が病死。その後あぐりは新聞記者の林 晃と再婚。全国チェーンの「ビューティーサロン 光美堂」の副社長となり支店を増やしていく。子供たちがそれぞれ進路を決めていくなか、あぐりはますます多忙を極める。二十店舗達成パーティのあと、挿絵画家になっていた林は絵の勉強のためフランスに行きたいと打ち明け、ある朝旅立つ。あぐりも自分の本当の夢に気付き、光美堂を辞職する。
1955年（昭和30年）5月、あぐりは自分ひとりでひとりの客を相手する小さな美容院「あぐり美容院」を開店する。これがあぐりのたどりついた夢だった。

## キャスト

### あぐりの家族
川村→望月→林 あぐり（かわむら→もちづき→はやし あぐり）
演 - 田中美里（幼少期：秋定里穂）
川村家の三女として誕生。「最後の女の子であってほしい」という願いから「あぐり」と名付けられる。幼い頃から木登りが得意。好物は饅頭。勉強嫌いで男子顔負けのお転婆さを発揮し、美佐に謝罪させてばかりいた。成長後はうっかり寝ている描写が多い。色黒だったことに悩んでおり、これがのちの仕事に繋がる。
姉2人を相次いでスペインかぜで亡くしたあと、一念発起して受験勉強に励み、見事岡山高等女学校に合格。
女学校在学中に今度は父をスペインかぜで亡くし、一家は経済的に困窮する。
望月家の健太郎・光代夫妻に望まれ、「女学校には卒業するまで通う」という条件つきで15歳の時に望月家へ嫁ぐ。実は結婚前に絵を描いていたエイスケと出会っているが、その際に彼の絵を「闇夜のカラス」と酷評し、結婚式で初めて顔を合わせると「あの時の闇夜のカラスちゃん」と言われ、第一印象は最悪であった。退学騒動の際にエイスケから庇われて「最愛の妻」「僕が守る」と言われたことで彼の優しさに気が付く。淳之介を妊娠して女学校は自主退学した。
エイスケを追って上京。チェリーと出会ったことで弟子になり、美容師への道を歩み、「あぐり美容院」を開店。
戦時中に建物疎開で店を壊され、空襲で家も全焼したため山梨に疎開。美容師をあきらめ、ブドウ畑を手伝っていた。
戦後、チェリーと沢田がはじめた戦争未亡人のための美容師教習所の教員となるが、美容師に復帰することを決意し店を再開する。新聞記者の林と出会い紆余曲折の末再婚。美容院の全国チェーン「ビューティーサロン光美堂」の経営者となる。
望月 エイスケ（もちづき エイスケ）
演 - 野村萬斎
あぐりの夫。本名は望月栄助。
望月家の長男だが、「家業があわない」と出奔し、作家を目指す。飄々とした性格で、平気で他の女性とデートを重ねる奔放な生活ぶりを見せるも、あぐりの良き理解者である（女学校を退学になりそうになった際に学校へ抗議に行く、美容師活動も応援する、など）。子煩悩で、淳之介のために木馬を作ったり、和子を風呂に入れるために毎日帰宅したりしていた。
人気作家となった頃、作家仲間が特高に追われて姿を消していくことに内心ショックを受け、断筆する。その後、株式投資で成功し、高級自動車や別荘を購入するなど羽振りが良くなるが、実は愛人の緑川には多額の借金をしていた。
昭和15年7月9日、あぐりと共に伊東の病院に入院中の和子を見舞い、帰路箱根の別荘で一泊。帰宅した直後、狭心症を起こして急死した。
モデルは吉行エイスケ。
望月 淳之介（もちづき じゅんのすけ）
演 - 鎌田佳祐→柴田卓也→生田斗真→大根田良樹→山田純大
あぐりとエイスケの長男。はじめ、エイスケは「淳」と命名したが、後継者としては弱々しい印象があるので「陽之介」に変えたい健太郎の意向を汲んで、改めてエイスケが「淳之介」と命名した経緯がある。父は17歳、母は16歳のときの子であった。子どもの頃のあだ名は「ジュンノーちゃん」。ただし、命名の経緯から、あぐりやエイスケからは「淳」と呼ばれていた。
中学卒業後、静岡の高等学校に進学。小説家を志して退学しようとするが、燐太郎の説得で思い留まる。
岡山で召集されて甲種に合格。出征するも持病の喘息のために即日帰郷となる。空襲で焼け出されたあとも東京に留まり、尚久の下宿から帝国大学英文科に通う。
終戦後、闇市の三角くじ（宝くじ）で一等二千円を当てて、尚久と南を連れて温泉旅行に行き、疎開していたあぐりたちに食料を届けた。美容院跡地にバラック小屋を建てて東京に戻ったあぐりたちを迎える。
大学を休学して逗子の女学校教員となるが、女性問題に巻き込まれ退職。世津子のもとで「婦人現代」を再刊し、編集者を務めながら小説家となる。
父とは違って堅い性格。林に対する思いは複雑で、あぐりが林と同居するようになると家を出て下宿し、結婚式を執り行わない代わりの家族写真の撮影も欠席しようとした（燐太郎の説得により思い留まっている）。
仕事中に結核に侵されていて入院し、医師から大変危険な状態と言われるほど意識不明の重体に陥ったが、数日後峠を越えた。そのとき既に二度目の芥川賞候補だった小説（『驟雨』がモデル）が芥川賞に選ばれた。
モデルは吉行淳之介。
望月（ → 林） 和子（もちづき かずこ）
演 - 新穂えりか→楯真由子→浜丘麻矢→馬渕英里何
あぐりとエイスケの長女。幼いころは喘息のため、家を離れて伊豆の病院に転地療養していた。エイスケの死後、望月家に戻る。
林には複雑な思いを抱き、なかなか父親として認めようとはしなかった。彼女の誕生日の日、森と一緒にチェーホフの芝居を観に行って夜遅くなったことを本気で叱られたこと・彼が誕生パーティーの準備をしていたことを知ったことで和解。これがきっかけで女優を志し、高校卒業後に劇団へ入る。
モデルは吉行和子。
望月（ → 林） 理恵（もちづき りえ）
演 - 碇由貴子→前田未来→藤原まゆか
あぐりとエイスケの次女。
エイスケの記憶がほとんどないため、林には父の面影をダブらせ、再婚には好意的だった。
自分で趣味として詩を書くのが得意。
モデルは吉行理恵。
望月 健太郎（もちづき けんたろう）
演 - 里見浩太朗
エイスケの父。岡山で建築業「望月組」を営む。通称「望月のおじ様」、従業員からは「御大」と呼ばれる。元は親戚のところへ富美子が嫁ぐ予定だったため、川村家とは顔見知りであった。若い頃、世津子とは「付き合い」があったらしい。
大らかで茶目っ気がある。息子のことも理解はしているが、エイスケが「小説家になること」に反対し家業を継ぐことを強いたり、あぐりが「奉公に出る（美容師になるために内弟子修業する）こと」にも大反対だったが、彼なりの愛情の表れで、それ故、「望月組」のために自分の夢を捨てた勇造には複雑な思いを抱いている。
その後はあぐりにも理解を示し、美容院建設の土地と資金を提供したり、光代と片桐の交際にも寛容な態度を示す。
戦後、光代と死に別れてからは俳句に凝っていたが、別の季語を二つ入れるなどあまり上手くない。あぐりの美容院チェーンの土地買収を手伝おうと東京に出たが、だまされかけて自分の老いを自覚し、岡山に戻った。
「林と再婚するつもりなら望月の家から送り出したい」と電話であぐりへ伝えようとした最中に狭心症の発作が起き、エイスケと光代の後を追うように死去。「春の日にカラスが食べる梅桃（ゆすらうめ）」が遺作となり、その死には世津子も涙した。
モデルは吉行エイスケの父である吉行澤太郎。土木請負業（吉行組）を代々営んでいた。
望月 光代（もちづき みつよ）
演 - 星由里子
エイスケの母。あぐりを娘同様にかわいがるも、嫁としての躾には手を抜かない。地獄耳。
「エイスケを勘当する」と言い出した健太郎と言い争いになると東京へ淳之介を連れて押しかける。エイスケとあぐりを全面的に後押しする。
アキの登場により一度は岡山へ戻るが、勇造の妻（あぐりの女学校繋がりの後輩）が出来が良すぎたために居場所がなくなり、また東京へ戻る。
片桐からバイオリンを習ったことで舞い上がってしまい、交際にまで発展していた。片桐の死後はショックで放心状態になり、口がきけなくなってしまった。だが疎開先を訪ねてきた健太郎から、片桐が岡山に送ったレコードを見せてもらい励まされたことで、再び元気を取り戻した。
戦時中はあぐりと山梨へ疎開する。終戦後、肝臓癌を患い床に臥せるようになり、健太郎に引き取られ、岡山で亡くなる。
モデルは吉行エイスケの母（吉行澤太郎の妻）である吉行盛代。
望月 勇造（もちづき ゆうぞう）
演 - 若林久弥
エイスケの弟。兄と正反対の真面目な性格で「東京で自動車を作る」という夢を持っている。自由奔放な兄と悩む父親を見かねて夢をあきらめ、「望月組」を継ぐ。
「望月組」を継いでからもあぐり一家との交流は続いており、岡山にきたあぐりを狭心症で急死した健太郎と対面させたり、結核で入院した淳之介のためにお守りを持ってきたりした。
吉行淳之介の随筆によると、モデルとなった「岡山のおじさん」はかなり豪快な人物であった。なお、代替わりしてからはその豪快さが少し描かれている。
佐伯 苳子（さえき ふきこ）
演 - 磯野貴理子
エイスケの姉。岡山市内に嫁いでいるが、子どもができないことで嫁ぎ先とは折り合いが悪く、暇を持て余してちょくちょく実家に帰ってくる。
あぐりに嫉妬して嫌味を言ったり意地悪をすることが多いが、「どうやったらしょっちゅう実家に帰れるのか」と切り返されると慌てていた。
妊娠してからは姑との仲も改善し、一転して穏やかな性格になり、実家にも顔を出さなくなる。
淳之介の岡山出征の見送り時に久々に登場する。
川村 晃（かわむら あきら）
演 - 田村亮
あぐりの父。職業は弁護士。「女性も学問が大切になる」「男と女と分け隔てるのは好まない」と教える開明な思想の持ち主。お転婆なあぐりを叱りつけるのではなく、諭して言い聞かせる。
あぐりが女学校へ入学後、スペインかぜがぶりかえし、授業で遠足へ行っている間に他界。亡くなる前、あぐりには「まっすぐに突き進むのが良いところ」と言っていた。
あぐりが生死を彷徨った際の夢や、最終週では美佐と夢に登場した。
川村 美佐（かわむら みさ）
演 - 松原智恵子
あぐりの母。裕福な家庭の出身で経済観念に疎い。幼少期にお転婆なあぐりに手を焼いていた。夫の死後、知人の岩見に勧められた土地投機で遺産を騙し取られてしまい、一家が困窮する主因を作ってしまう。
おっとりとしていてプラス思考。見栄っ張りで負け嫌いな面があり、でまかせや盛った話をすることがしばしば（これによって幾度か周囲の危機を救っている）。洋楽好きで機嫌が良いと口ずさんでいる。
あぐりが望月家へ嫁いでいくと、光代との関係の修復に一役買ったり東京行きを応援するなどした。
あぐりが独立すると上京して美容院を訪問し、突然、プレゼントに蓄音機を贈ったり「自分の力で生きていくように」と言い出す（この頃、喉にガンを発症して先が長くない状態だった）。
岡山へ帰ったあと、しばらく容態は安定していたものの、五喜が結婚する時期に急に容体が悪化。肺炎を併発したために話すことが困難であった。岡山の病院であぐりに看取られ、昭和9年の暮れに静かにこの世を去った。
川村 紀美子（かわむら きみこ）
演 - 白鳥夕香
あぐりの長姉。神戸の繊維問屋に嫁ぐも、程なくしてスペインかぜに感染し、1920年の正月松の内に急逝。
父同様、富美子とあぐりの夢にも登場。
川村 富美子（かわむら とみこ）
演 - 山崎宏美
あぐりの次姉。あぐりと異なり、色白。色黒を気にするあぐりに美白化粧品を分けてくれた。
望月家の親戚と婚約中だったが、姉の死から20日後、奇しくも同じ病で亡くなる。今際の際に「アイスクリームを食べたい」と言い、あぐりが閉店後の洋食店に頼み込んで手に入れたアイスクリームを母に食べさせてもらいながら亡くなった。
紀美子同様、あぐりの夢にも登場した。
川村 五喜（かわむら いつき）
演 - 倉沢桃子→井原由希
あぐりの妹。和歌の才能があったらしく、女学校時代には表彰されるほどの出来で、山神教諭からも絶賛されていた。
あぐりが第一子を妊娠し退学せざるを得ない旨を聞かされると美佐に伝えたため、退学を免れた。
あぐりが独立すると母の美佐と祝いに駆け付けるが、母が癌を患って苦悩していることを告白する。
母が岩見に騙されたことで他人を信用できなくなっており、長らく独身を貫いていたが、美佐が亡くなる頃に結婚した。
川村 正彦（かわむら まさひこ）
演 - 小此木優也→高村祐毅
あぐりの弟。末っ子。
しばらく本編に登場しなかったが、美佐が亡くなる頃には京都の大学に通っていることが描かれる。
林 晃（はやし あきら）
演 - 高嶋政伸
新聞記者（文芸部→社会部）で元は民子の知り合い。エイスケを誹謗する記事を書いて淳之介らを怒らせるが、実はエイスケのファンであり、あぐりからも理解される。
火事で焼け出されたことがきっかけで息子とともにあぐり一家と同居。紆余曲折の末、再婚。
元々は画家志望でその腕で描いた似顔絵は放火犯の逮捕に繋がることもあったが、それが元で妻の命を縮めたと悔やんで筆を折った過去がある。あぐりの勧めで再び絵を描き始める。
第25週にて新聞記者を辞め、主夫としてあぐりを支えながら挿絵画家の仕事をしていた。最終回では再び絵の勉強をするためにパリへと旅立って行った。
吉行あぐりが再婚した辻復がモデル。
林 洋介（はやし ようすけ）
演 - 後藤拓也
晃の息子。理恵とは歳が同じかつ小学校も同じだった。
自身が1歳の頃に母を亡くしている。晃によって男手1つで育てられ、実の母との思い出もあまりないことから、あぐりとの再婚を歓迎していた。

### エイスケの文士仲間
上原 世津子（うえはら せつこ）
演 - 草笛光子
新宿で文士が集う喫茶店「カフヱ・セ・ラ・ヴィ（Café C'est la Vie）」のマダム。洋服を好む。文士を育て、雑誌「婦人現代」を創刊。愛称は「せっちゃん」。
芸者時代には健太郎とも「付き合い」があったらしいが、当の本人は岡山での生活（婚約者の光代）を選んだ。ある作家と一緒になることを夢見て尽くしたこともあったが、有名になった途端に捨てられて金持ちの女性に取られたという過去もある。
プロレタリア文学の作家も支援したことで当局から目をつけられ、森を逃走させた後自らも姿を消す。終戦後も消息不明だったが、上海からやつれた姿で帰国する。
戦争を通じて人間の愚かさを思い知り、エイスケの死もあって、文士を育てることからは手を引こうとするも、淳之介の書いた小説を読んでかつての熱情を取り戻し、「婦人現代」を再刊する。
最終週には、かつて交際しており、妻を亡くし、今際の際にあった小説家・長堀俊介を看取るため岩手へ移住することをあぐりに伝える。
辻村 燐太郎（つじむら りんたろう）
演 - 野村宏伸
エイスケの文士仲間。架空の人物で、特定のモデルは存在しない。口調が丁寧でドイツ語ができ、二枚目のために女性によくモテ、山岡真知子と中村民子から思いを寄せられる。本人はあぐりに好意を寄せるが、南方の戦地への取材へ行く前に今村つた子と結婚する（戦後の時点ではつた子との間に既に息子の悠介がおり、成長している）。
エイスケよりも早く出版社から才能を評価される。
淳之介に文才（というよりはエイスケの姿）を見出し、彼が高校に通っていた頃から指導するとともに父親代わりであった。
終戦直後は自分の書いた戦争を鼓舞する作品がある兵士を死に追いやったとして自分を責めてスランプに陥っていたが、同じく自分の書いた詩がある人の自殺を思いとどまらせたことを知ると立ち直った。
淳之介の小説が芥川賞候補となった時には選考委員の1人だった。
森 潤（もり じゅん）
演 - 森本レオ
エイスケの文士仲間。自由を求めて全国を放浪している。賭け事を好み、独特な言い回しをしたり回りくどい言い方をして煙に巻いたりする。当初からあぐりは好印象を抱く。
東京大震災時には青森を放浪していたために被害から免れる（たまたまエイスケを呼び出したことで被災せずに済んだため、あぐりから「命の恩人」と呼ばれる）。
戦時中、無政府主義者の疑いで特高に狙われ、世津子の援助で上海へ高跳び。戦後、いち早く帰国し、温泉旅行に行く淳之介と再会すると同行して飲み食い旅館代を払わせた。
常に金に困っているが、たかりの名人である（健太郎→エイスケ→淳之介の三人からたかっており、曰く「三代からたかった」）。
辻潤がモデルではあるが、辻が戦時中に亡くなったのに対し、森は戦後も登場する。
川原 甚八（かわはら じんぱち）
演 - 東根作寿英
エイスケの文士仲間。プロレタリア作家。作風の違いから対立気味であった。
戦時中、特高に逮捕されるも釈放。ひどい拷問に遭ったために心を病んでしまい、実家へ帰った。
高山 ヒロシ（たかやま ヒロシ）
演 - 秋山武史
「カフェ・セ・ラ・ヴィ」のマスター。独身。
世津子失踪後もカフェを守り続けた（「カフェ・セ・ラ・ヴィ」はフランス語で敵性語ではなかったが、戦時中はなぜか「珈琲世良美」に改名していた）。
終戦後は店名を戻してジャズ喫茶として復興させた。
鈴音（すずね）
演 - 小林恵
深川の芸者。「スズメ」と呼び間違えられるのが悩みの種。エイスケを「お兄ちゃん」と呼び、世津子を「姐さん」と呼ぶ。世津子の逃亡をエイスケらと手助けしたのち、エイスケが突然亡くなった際には信じられずに泣き崩れていた。
昭和19年に盛岡へ疎開したことが語られ、その後の消息は不明。

### チェリー山岡とその関係者
チェリー 山岡（ - やまおか）
演 - 名取裕子
本名は山岡櫻子。美容師。あぐりの師となる人。大正11年にアメリカから帰国し、英語が話せる。銀座に店を構え、女性らしさと高級感を売りにしている。
世津子や鈴音とは顔見知り。生活費を借りに行った「カフェ・セ・ラ・ヴィ」での講習会に偶然参加したことから交流が始まる。あぐりに洋髪を勧め、急遽マネキン（モデル）の仕事を依頼するなどする。「女性それぞれが美しさを持っている」「女性も自立すること」などを教えてくれた。
あぐりが通例よりも早く独立することを許可したり、「女性が働く」ことを後押しし、支店を出すことを提案するなど、交流は続く。
戦時中は埼玉に疎開していたが、戦後、銀座で美容院を再開。沢田と戦争未亡人のための美容師教習所を開設し、講師としてあぐりを呼び戻した。あぐりの美容師復帰の意思を知ると、沢田に融資を頼んで復帰を後押しした。
既婚であり、夫はアメリカに残り別居、事実上離婚と言う状況であったが太平洋戦争中の収容所暮らしで体を壊し自力で歩けない所まで悪化し彼の最後を見届ける為アメリカに戻る。
最終週にて夫を亡くして帰国。光美堂の事業拡大後のあぐりを訪ね、最終回では光美堂副社長を辞めて独立するあぐりから業務を引き継いだ。
モデルは山野千枝子。
山岡 真知子（やまおか まちこ）
演 - 吉野紗香
チェリーの娘。仕事優先で自分に構わない母に反発し、平気で嘘をついてあぐりを困らせる。
燐太郎を好きになったことがきっかけで心を開き始め、淳之介と離れて暮らすあぐりを見るうち、チェリーへのわだかまりが解ける。この頃から詩を創作し始め、雑誌に入選する。
通いを許されたあぐりには淳之介へのプレゼントの靴を渡して送り出した。
山岡 さち（やまおか -）
演 - 大森暁美
チェリーの母。外国かぶれした娘が子供を顧みず仕事に明け暮れていることを快く思っていない。
山岡 武史（やまおか たけし）
演 - 平松卓真
チェリーの息子。姉の真知子同様の理由であぐりに意地悪をするが、姉より先にあぐりに心を開く。
川田 雪（かわだ ゆき）
演 - 多田慶子
チェリーの一番弟子。秋田出身。比較的温厚。美容技術が高く、名のある客からの指名が多いが保守的。「皆の客」との意識が強く、時子と反発することが多い。
横浜支店を任されなかったショックから石坂和子の引き抜きに応じてチェリーの元を去るが、体よく捨てられ、新橋の焼鳥屋で働くまでに落ちぶれる。そこをあぐりに見つけられ、詫びを入れたことでチェリーの元へ戻った。
戦後はアメリカへ移ったチェリーの店を引き継いだことがチェリーの口から語られている。
市川 和代（いちかわ かずよ）
演 - 及森玲子
チェリーの弟子。仙台出身。辰子曰く「雪の腰巾着」。技術は高いが口下手で、辰子からは「雪がいないと何もできない」と思われている。
雪と一緒に石坂和子のところへ移るが、雪とほぼ同様の経緯でチェリーのところへ戻って来た。
石森 時子（いしもり ときこ）
演 - こだま愛
チェリーの弟子。大阪出身。はっきり言う性格で他者に手厳しい。チェリーから、新しい髪型への感性を評価されている。雪とは価値観が合わないことが多い。
石坂和子への対抗策から、横浜の支店を任せられる。
山本 花枝（やまもと はなえ）
演 - 洪仁順
チェリーの弟子。「岡山の隣」の姫路出身。お節介でお喋り。
時子とともに横浜の支店に移ることになる。
岩崎千代子（いわさき ちよこ）
演 - 吉本多香美
チェリーの弟子。美容師になって地元で店を持ちたいという強い思いがあるが、ドジな面や要領の悪さが目立ち、なかなか見習いから抜け出せずあぐりに追い抜かれる。チェリーの家ではあぐりと同室になる。通称は「千代ちゃん」。
あぐりが独立する直前、郷里・北海道での縁談話が持ち上がったために退職。
松島絹代（まつしま きぬよ）
演 - 小林千晴
千代子の後任の弟子。
沢田 稔（さわだ みのる）
演 - 中条きよし
チェリーの「支援者」。「パトロン以上の関係」である。
戦後はチェリーと共同で戦争未亡人のための美容師教習所を開設。市ヶ谷の土地を担保にあぐり美容院再開資金を出資する。さらに美容院チェーンの経営に乗り出し、あぐりを責任者に指名する。
健太郎があぐりのために支店候補地を探して来た際、その話が詐欺であることを確認、被害を防いだ。
石坂 和子（いしさか かずこ）
演 - 高橋ひとみ
フランス帰りの美容師。断髪やレザーカットを日本に持ち込み、女らしさと高級感を売りにするチェリーのライバル。
チェリーの横浜支店開店のゴタゴタに乗じ、店を潰そうと雪たちベテランの弟子を引き抜いた上、ぞんざいに捨てた。
長堀 喜美子（ながぼり きみこ）
演 - 岩本多代
山岡美容院の客。小説家・長堀俊介の妻。
来店した際にあぐりからエイスケの小説を読んでほしいと渡される。
夫と芸者時代の世津子の関係にいまだ根に持っており、出版会社には世津子たちの出す予定の婦人雑誌を出版させないよう圧力をかけた。
鈴音によると、喜美子が誤解をしているのは、世津子がエイスケの小説を売り込むために、長堀を利用したとのこと。ただ、喜美子の執念深い恨みの理由には、あぐりが好きな長堀の小説「烏丸物語」にあるらしい。
しかし、あぐりが誤解を解こうと土下座で嘆願したため、出版会社に婦人雑誌出版の白紙を撤回させた。
戦後、夫・俊介より先に亡くなったことが世津子とあぐりの会話で明らかになる。

### あぐり美容院 → 光美堂の関係者
中野（大久保）辰子（なかの（おおくぼ）たつこ）
演 - 鈴木砂羽
チェリーの弟子。部屋は、あぐり・千代子と同じ。色々と忠告してくれるが人並みに噂話などもする。あぐりが弟子になったことでチェリーの付き人から卒業する。
チェリーからの「開店祝い」であぐり美容院に移籍して以降、主任として働く。
あぐりとは違ってしっかり者故、マイペースぶりに呆れることも多い。とめ・沢子の採用には、当初、反対の立場を取っていた。
結婚後の昭和18年、妊娠中に南方で夫が戦死する悲劇に見舞われる。その後は子供が産まれるが、戦局の悪化に伴い夫の実家先へ移る。
戦後、あぐりが開店した光美堂には加わらなかったが、淳之介が初めて芥川賞候補になった時はあぐり宅を訪れており、交流は続いている。
太田 とめ（おおた とめ）
演 - 細川ふみえ
あぐりの最初の弟子。山梨出身。6年前、家出して父に追いかけられてあぐり美容院に駆け込んだことがきっかけで美容師に興味を持ち、そのまま弟子入りした。辰子より2つ年上。
仕事は丁寧で覚えは良く、家事も一通りこなすが、時間がかかり過ぎるのが欠点。のんびりした発言が多い反面、人を和ませるため、すぐあぐりが気に入る。
空襲で焼け出されたあぐりらを連れて実家に疎開するが、姉のあさ子との対立に悩む。戦後は幼馴染みの富士夫と結婚・妊娠し、実家が経営するブドウ農園を手伝う。
戦後、あぐりが開店した光美堂には加わらなかったが、淳之介が初めて芥川賞候補になった時は、あぐり宅を久々に訪れる。
本谷（太田）富士夫 （ほんたに（おおたに）ふじお）
演 - 小西博之
とめの幼馴染。初登場時は40歳くらい。
妻に先立たれ、独りで3人の子どもを育てている。その中の息子の太郎が、意地悪をされた理恵をかばい、和子にとっても味方になってくれた。
とめに好意を抱いており、戻ってきたとめと疎開してきたあぐりらの面倒も見た。無事、とめと婿入り結婚したあとは子供に恵まれる。
安田 沢子（やすだ さわこ）
演 - 三浦理恵子
あぐりの弟子。静岡出身。弟子入り時は未成年で病気の父と姉がいた。特技はマッサージ。
元々は盗みの常習犯で、有名人のところに偽名を使って弟子入りしては盗みを繰り返していた。美容院でも盗みを働くも、あぐりが被害届を出さずに庇って髪を切ってあげたことにより改心し、改めて弟子入り。盗みの被害に遭った鈴音らは猛反対するも、世津子が彼女の意志を認め、弟子入りを後押しした。あぐりの前に現れたのはとめより早いが、一度警察に捕まった後、とめの弟子入り後で正式に弟子入りしたため、二番弟子扱い。軍人と相思相愛となるが出征することとなり結婚、その後戦争未亡人となり、戦後あぐりが開店した光美堂にいち早く復帰し、主任として活躍。後輩の千花のことで頭を痛めていた。最終回では、光美堂を辞めるあぐりから本店を任された。
木村 県一（きむら けんいち）
演 - 尾崎英二郎
沢子の恋人の帝國陸軍中尉。召集前にプロポーズをするかどうか迷っていたが、美容院が取り壊される直前にプロポーズをし、結婚式を挙げて沢子を自分の実家に疎開させた。出征後戦死した。
生田 千花（いくた ちはな）
演 - 麻生かおり
あぐりの弟子。終戦直後に弟子入り（お客様の血縁で、たっての頼みで弟子入り）。
自身が提案（あるいは考案）した髪型をあぐりや客に評価される等、美容師としてのセンスはあるが、民主主義を勘違いしている節があり、弟子入り直後は新人の仕事である雑用を拒もうとした事を始め、様々な騒動を起こした。
その後は修行を積み、光美堂が名古屋支店を出した際には店を任される。
佐藤 弘子（さとう ひろこ）
演 - 沢村亜津佐
千花の後に入った弟子。
経理課長
演 - 高村尚枝
あぐりが沢田の後押しで始めた美容院のチェーン店光美堂（こうびどう。光代と美佐から一字ずつ取った）の経理課長。

### 淳之介の仲間
池田 諒子（いけだ りょうこ）
演 - 小倉星羅→大路恵美
淳之介の小学校時代の同級生。学校のマドンナだったが、鎌倉へ引っ越してしまい、一度は淳之介と別れる。
実は片桐の妹の孫であり、ピアノを片桐から習っていた。安吉が出征の際に、彼のためにF・ショパンの『別れの曲』を演奏し聴かせた。高校生の時に片桐の家で淳之介と再会し、付き合うようになる。音楽大学に進学してからは国分寺に下宿している。戦後はジャズバンドに入り、演奏活動を行なう。終戦直前に淳之介と一度は別れていたが、ジャズ喫茶となったカフェ・セ・ラ・ヴィで再会することになる。淳之介から結婚を前提に告白されるが、荒れた生活から立ち直った稔とジャズ活動を選んだ。
岩本 尚久（いわもと なおひさ）
演 - 西翔平→宮沢祐輔→関口知宏
淳之介の親友。諒子を好いており、小学生の時に淳之介にラブレターの代筆を頼んだが、皮肉にも、これが諒子と淳之介接近のきっかけとなってしまう（もっとも、彼自身は諒子の眼中にはなかった様子）。
本人に悪気はないようだが、たびたび卑怯なところがあり、その場凌ぎに嘘をついたりして、その度に周囲には呆れられている。
理工系のために召集はされず、軍関係の研究所に勤務。様々な情報を聞きつけては淳之介に伝えていた。
戦後は実家の建築業を継ぐ。
福沢 南（ふくざわ みなみ）
演 - 松田聡也→宮本大輝→池内万作
小学校からの淳之介の親友。
召集されるも、房総の部隊に配置されたために無事に終戦を迎える。戦後は弁護士の職に就く。
元から常識的なところがあり、（淳之介の小説が掲載された）婦人現代復刊を諒子に送ったという尚久の話を聞いたときには「バカ、アホ、無神経」と言い返していた。
小川 安吉（おがわ やすきち）
演 - 坂本修聡→小磯勝弥
諒子の幼馴染。病で臥せっている父に代わって母が働きに出ている。弟が1人、妹が3人いる。
幼い頃は乱暴者だったが、諒子のために人形の家を作ってやるなど、優しい一面もあった。諒子へのラブレター代筆騒動で淳之介とも仲良くなるが、諒子が引っ越した直後に宮大工になるために新潟へ修業に出ていく。
淳之介とは恋のライバルでもあったが、諒子の淳之介への想いには気づいており、彼に諒子を託して出征。その半年後にあえなく戦死。

### 望月組関係者
磯辺（いそべ）
演 - 山本晋也
経理担当。光代が娘の嫁ぎ先の世話をしたため、頭が上がらない。若い頃、飲まず食わずの状態でいたところを健太郎に拾われた。かつては活弁士になる夢があったらしい。
健太郎の死に相当なショックを受けてしまって認知症を発症。しばしば妻五郎曰く「電球が切れた」状態になっていたが、あぐりが探していた、かつて林の絵を飾っていたカフェのマスターの所在を思い出し、あぐりが林の絵を探し出すのに貢献する。
伊沢 妻五郎（いざわ つまごろう）
演 - 苅谷俊介
建築現場の指揮担当。あぐりが落ち込んだときに励まし、心の支えになっていく。口は堅いほうで健太郎の女遊びも見ないフリをしている。
強面のため、健太郎の指示で光代を連れ戻しに東京に出た時に押し売りに間違えられるなど、騒動が起きた。
健太郎が病死したあとは年老いても磯辺と共に若手の部下たちの多い望月組に残り続ける。
しお
演 - 梅沢昌代
女中頭。秋田出身。早口で喋る。主人と使用人との距離感を重んじる。雷が苦手。
自由に振る舞うあぐりに手を焼いており、苳子に賛同することが多いも、ときどきしれっと毒を吐く。
光代が東京へ行った頃は里に帰っていたが、あぐりが理恵を出産した頃に望月家に戻り、戦後も望月家に仕え続けている。
かよ
演 - 青木麻由子
奉公人。あぐりと気が合い、「親友」とまで言われていた。
勇造に恋をしていたが、仕事に身が入らなくなり農家へ嫁いで行く。
春
演 - 大矢ゆかり
淳之介出産時から雇われていた女中。
鶴
演 - 根本千明
女中。
アキ
演 - 一色彩子
光代が家を出てから入った女中。未亡人。しおに代わって女中頭を務める。
健太郎から気に入られ、これを察知した光代が岡山へ戻ることになる。
千吉（せんきち）
演 - 峰野勝成
勇造への代替わり後に入った男衆。

### 岡山の人達
中村 民子（なかむら たみこ）（一時期：五十嵐民子〈いがらし たみこ〉）
演 - 笹峰愛
あぐりの親友（岡山高等女学校の同級生）。他校の男子生徒からいじめられていたところをあぐりに助けられて以来、親交がある。愛称は「民ちゃん」。
異性への関心が強く、エイスケの大ファンでもあった。あぐりがエイスケと結婚することを知ると怒り、嫁いで1ヶ月半ほどが経つと「大嫌い」と宣言して絶交。その後、他校の男子生徒と活動写真を観に行ったことで山神教諭から注意を受け、そのまま駆け落ち。あぐりが悪影響を与えたとして退学されるか否かの大騒動となる（相手の生徒は怖気付いて一人で引き返し、民子は東京の親戚に身を寄せていたことが分かって1週間ほどの謹慎で解決となった）。
あぐりが妊娠して学内で孤立・退学させられそうになると嘆願書を配付するなどして手助けし、このことで友情が復活する。
出産のために女学校を辞めたあぐりに淳之介が産まれると望月家へ顔を見せに来て、父が決めた相手で帝國陸軍中尉の五十嵐幸雄と結婚が決まったことを報告する。結婚のために東京へ出るが、燐太郎への片思い、五十嵐との破綻・別居を経て二・二六事件の朝に五十嵐が実行後に自決を遂げたため、岡山に帰る（夫婦関係は既にうまくいっておらず、別居当初に離婚届を記入して残したが、二・二六事件後に返された離婚届は五十嵐が送った精一杯の愛情だった）。
夫と別居した頃から「婦人現代」の編集の仕事を手伝っており、岡山に帰ってからは新聞記者として勤め、戦後は世津子の依頼で「婦人現代」編集長に就任し、淳之介を厳しく指導する。
山神 鶴子（やまがみ つるこ）
演 - 山田邦子
高等女学校時代の担任教諭。担当教科は英語。授業中は英単語を混じえて話す。生徒指導（特に男女交際）に厳しく、あだ名は「やまんば」。ズレを直そうとメガネに手を添えるクセがある。
あぐりが出産のために退学するときには「生まれてくる子どものために」と英語辞書を餞別として渡した。この辞書は淳之介に受け継がれた。
戦後は淳之介が勤める逗子の女学校の校長となる。淳之介の男女関係が問題となった時にあぐりと再会。淳之介を擁護するが、同時に教師よりも向いた仕事があることも見抜き、さらには美容院を再開するかどうか悩んでいたあぐりを励ます。
津島（つしま）
演 - 佐々木功
高等女学校教諭。山神と違って進歩的で、あぐりの行動も肯定的に捉えている。
職員会議で退学の話題が出ると「馬鹿馬鹿しい」と一蹴し、妊娠が発覚すると「生徒たちに妊娠が身近に感じていい」と擁護する。
小早川（こばやかわ）
演 - 杉本ゆう
高等女学校教諭。エイスケを一目見て「素敵だ」と言っていた。
衣笠（きぬがさ）
演 - キモサベポン太
高等女学校教諭。日和見的な発言が多く、津島に賛同することが多い。
忠野（ただの）
演 - 阿南健治
巡査。あぐりのことは幼少の頃から知っている。あぐりが結婚初夜にいなくなって騒ぎになった際、健太郎に「（あぐりのことを）知らないのはモグリ」と言った。
署長
演 - 水野晴郎
岩見伸一（いわみ しんいち）
演 - 斉藤晴彦
あぐりの父・晃の後援会員。美佐から遺産を騙し取って失踪していた。
東京で偶然にもエイスケの前にも現われ、「下田」と名乗って昆布相場の話を持ちかけて美容院の未払い分の建設費を騙し取り、店のパーマネント機が差し押さえられる騒ぎの原因になる。偶然上京した美佐と遭遇し、美佐が自分を許したことで改心。「罪滅ぼし」としてしばらく居つき、世津子曰く売っても二束三文にしかならなかった昆布相場が、台風が北海道を直撃し、養殖昆布が流されてしまったため高騰し、その儲け分で美佐から騙し取った分とエイスケが損を出した分を騙し取らせた分を返金、真っ当な仕事を見つけて去って行った。
たね
演 - 関えつ子
産婆。

### 東京の人達
岩淵/岩渕 うめ（いわぶち - ）
演 - 菅井きん
本所でのエイスケ宅の隣人。春子の姑。7人の子を育て上げた。典型的な下町気質。あぐり一家が転居するまで、ちょくちょく垣根越しに覗き見しては世話を焼いていた。
岩淵/岩渕 春子（いわぶち はるこ）
演 - 川俣しのぶ
うめの嫁。夫は大工職人。
うめとはしょっちゅう悪口を言い合っているが、お喋り好きな気質など、似ている部分は多い。
生活費に困ったあぐりに「一六銀行」と称して質屋を紹介したり料理を教えたりする。
岩淵/岩渕 義蔵（いわぶち よしぞう）
演 - 鈴木一馬
うめの息子。母と嫁に圧倒されがち。昔、芸者に入れあげたらしい。
平山 真佐子（ひらやま まさこ）
演 - 吉行和子
作家。あぐり美容院の客。伯爵夫人の横入りを許さなかったあぐりを気に入って常連となる。世津子とも面識がある。
2人目の子ども（吉行自身がモデルである望月和子）を妊娠したあぐりに「（次は）女の子だと思うわ」と言うお遊びのシーンがある。
綾小路 貴子（あやのこうじ たかこ）
演 - 西田ひかる
やんごとなき名家の令嬢。侍女と美容院に来店し、当時珍しかった電気パーマネントをかけた。
大澤 祥子（おおさわ さちこ）
演 - 津島恵子
綾小路貴子お付きの女性。貴子があぐりらと直接会話することを許さず、電気パーマネントをかける際にも色々と厳しく接する。
鳥海 三津子（とりうみ みつこ）
演 - 林真理子
真佐子の友人の女流作家。真佐子の紹介であぐり美容院を利用する。
噂話が好きで「（文壇の）放送局」とあだ名されている。
五十嵐 幸雄（いがらしゆきお）
演 - 矢田正伸
民子の夫。帝國陸軍中尉。民子の父親の紹介で民子と結婚し、岡山から東京に移る。その頃愛人がいて民子とはうまくいっていない。軍人としての立場を重んじ、民子に対しては軍人の妻らしく振る舞うことを求める。
燐太郎への想いが叶わなかった民子が別居し夫婦仲は破綻する。離婚届を記入して残したあと、二・二六事件の実行犯の一人となり実行後に自殺する。
二・二六事件後、民子に渡った離婚届は民子への精一杯の愛情となった。
今村（辻村）つた子（いまむら（つじむら）つたこ）
演 - 麻乃佳世
新聞記者。燐太郎の結婚相手。長野出身。
燐太郎のあぐりへの想いには気づいていたが、南方の戦地へ取材に行く頃、燐太郎と結婚した。戦後にあぐりや世津子たちと再会した際には息子の悠介（演 - 島田智之介）を連れていた。
質屋の主人
演 - 横山あきお
銀座の警察官
演 - 津村鷹志
警察官
演 - 高橋克実
あぐり美容院からものを盗んだ沢子を連行してあぐり美容院へやってくる。
佐々木
演 - 尾藤イサオ
墓石屋で森の友人。広告を出すことを条件に婦人現代創刊時に1万円出資した。
片桐 真二郎（かたぎり しんじろう）
演 - 中山仁
光代が出会ったヴァイオリンの先生。淳之介の通う小学校のそばで教室を開いており、光代が通ううちに親しくなり、交際を健太郎に申し出る（先妻は亡くしている）。
上述の通り、諒子と淳之介再会のきっかけも作ったが、空襲により死去（淳之介と尚久が様子を見に訪れたときは防空壕でヴァイオリンを抱えたまま死亡していたのを確認した）。
緑川 靖子（みどりかわ やすこ）
演 - 中川安奈
女流画家。エイスケの死後に発覚した愛人で、エイスケとの子供を身籠っていた。エイスケの死を知ったときは1ヶ月ほど海外に滞在していた。当初は「あぐりの世話にはならない」としてお金の受け取りを拒否していたが、「置いていかれた者同士」との考えを共有すると、和解してパリへと旅立って行った。
編集者
演 - 木村靖司
文芸部長
演 - 長克巳
大徳寺 喜久（だいとくじ きく）
演 - 角替和枝
隣組班長。国防婦人会の会員。あぐり美容院を訪れては散々嫌味を言うも、光代に軽く受け流されて退散した。
山の手大空襲で街を覆う火の海に立ち向かおうとするが、あぐりたちから逃げるように諭されて坂の下まで逃げ延びた。
元々は尚久の知り合い。ビルマに出兵した息子が既に戦死していたらしい。
野々村 美和子（ののむら みわこ）
演 - 床嶋佳子
淳之介と尚久の下宿先の大家。三鷹在住で元々は尚久だけが投宿していた。
大学があるため、疎開したあぐり達と別れた淳之介が入居した前日に夫の戦死の報せが入り、若くして戦争未亡人となる。そして、淳之介に接近したことで諒子との別れの遠因になる。
三枝 稔（さえぐさ みのる）
演 - 高山広
諒子のバンド仲間。トランペット担当。淳之介と再会した頃、諒子は彼と同棲していた。音楽の芸術性をわかろうともしない客の前で演奏することに疑念を抱き、荒んだ生活を送るようになった。
土屋デスク
演 - 螢雪次朗
社会部時代の林の上司。林が放火犯に遭遇して刺された際に、入院先の病院に押しかけ、林がスクープ写真を撮影したものと勘違いし褒めた後、実は撮影していないことを知り逆に罵り始め、居合わせたあぐりから猛抗議を受ける。

### その他
雪江（ゆきえ）
演 - 江口由起
健太郎お気に入りの遊女。
エイスケとも友人であり、雪江のいる遊郭で感性の刺激を受けて執筆活動に励んでいた。
高田萠子（たかだもえこ）
演 - 和泉ちぬ
列車の中で財布がないと騒いだ男（演 - 石塚英彦）に絡まれたあぐりを助けた貴婦人。宝石商を名乗る。
あぐりに色々と忠告してくれ、宝石のついた指輪までプレゼントしてくれるが、正体はカミソリお京という名のスリ。韋駄天の銀次（絡んだ男）と組んで全財産をスリ取った。
石川あさ子（いしかわ あさこ）
演 - 大島蓉子
とめの姉。両親と二人の娘と暮らす。戦時中、東京から疎開してきたあぐり一家を快く思わず、自分たちの食糧を分けない・あぐり宛の電報を配達人に渡させないなどの仕打ちで追い出しにかかる。食糧不足に加え、寝たきり状態の母の介護もしており、生活に余裕がない。
とめ曰く「子どもの頃から意地悪だった」らしい。夫に隠れて浮気していたのをとめに脅され、一家への手出しを控える。
太田六助（おおた ろくすけ）
演 - 石井愃一
とめの父。東京へ家出してきた娘を追って山梨へ連れ戻そうとした。あぐりの賭け（エイスケがあぐりを騙したイカサマコイン）により、とめの美容院勤めを許した。
とめのことを良くしてくれるあぐりにには、とめの恩人として感謝していた。空襲で焼けた東京を離れてとめとともに疎開してきたあぐりたちを温かく迎え、長女のあさ子とのいざこざを防ぐため、隣の小屋に住まわせることを提案した。
その他
演 - 村上冬樹、沼崎悠、木村多江、下村恵里、愛禾みさ、松田真知子、下村彰宏、伊藤眞、猪又太一、大竹竜二、田中さゆり、金澤江美、山梨ハナ、古川慎、山上賢治、高井純子、三浦春馬（正太郎）、福本伸一、佐々木睦、春延朋也（民子の父）、谷村慶子（民子の母）、江良潤（千代子の父）、武発史郎（中島先生）、野口雅弘（岩本勝〈尚久の父〉）、小林百合子（福沢通子〈南の母〉）、朝倉伸二（小川金治〈安吉の父〉）、宮地雅子（小川みね〈安吉の母〉）、奥山眞佐子（江口俊子）、神田時枝（江口まつ〈俊子の姑〉）、有福正志（鬼頭教頭）、岩崎ひろしほか

## スタッフ
- 脚本 - 清水有生[1]
- 原作 - 吉行あぐり「梅桃（ゆすらうめ）が実るとき」[注 5]
- 音楽 - 岩代太郎[1]
- テーマ曲 - 「素晴らしき日々へ」
  - 作曲 - 岩代太郎
  - ヴァイオリン演奏 - 矢部達哉（片桐真二郎の教え子北条太郎役でゲスト出演）
- 語り - 堀尾正明アナウンサー
  - 最終週に光美堂20周年記念パーティー司会者として顔出しで出演した。
- 副音声解説 - 関根信昭
- 演出 - 清水一彦、大加章雅、遠藤理史、大橋守、管原浩、本木一博、原林麻奈
- 時代考証 - 小野一成
- 風俗考証 - 天野隆子
- 美容指導 - 大野佳子
- 岡山ことば指導 - 高村尚史
- 撮影協力 - 岡山県岡山市、津山市、山梨県長坂町
- 制作統括 - 浅野加寿子
- 制作 - 古川法一郎

## 放送日程
| 放送週 | 回        | 放送日                   | サブタイトル               | 次回予告のナレーション                | 演出     |
| ------ | --------- | ------------------------ | -------------------------- | ------------------------------------- | -------- |
| 第01週 | 01 - 06   | 1997年4月07日 - 04月12日 | 花嫁は15歳                 | 望月あぐり：田中美里                  | 清水一彦 |
| 第02週 | 07 - 012  | 1997年4月14日 - 04月19日 | エイスケの秘密             | しお：梅沢昌代                        | 清水一彦 |
| 第03週 | 013 - 018 | 1997年4月21日 - 04月26日 | 謎の女                     | 望月勇造：若林久弥                    | 清水一彦 |
| 第04週 | 019 - 024 | 1997年4月28日 - 05月03日 | 親の心                     | 磯部：山本晋也                        | 大加章雅 |
| 第05週 | 025 - 030 | 1997年5月05日 - 05月10日 | 赤ちゃん誕生               | 辻村燐太郎：野村宏伸                  | 大加章雅 |
| 第06週 | 031 - 036 | 1997年5月12日 - 05月17日 | はじめての東京             | 岩渕春子：川俣しのぶ                  | 遠藤理史 |
| 第07週 | 037 - 042 | 1997年5月19日 - 05月24日 | 夢は美容師                 | 佐伯苳子：磯野貴理                    | 清水一彦 |
| 第08週 | 043 - 048 | 1997年5月26日 - 05月31日 | 内弟子1年生                | 山本花枝：洪仁順                      | 大加章雅 |
| 第09週 | 049 - 054 | 1997年6月02日 - 06月07日 | 先生の醜聞（スキャンダル） | 鈴音：小林恵                          | 遠藤理史 |
| 第10週 | 055 - 060 | 1997年6月09日 - 06月14日 | 父の背中                   | 中野辰子：鈴木砂羽                    | 大橋守   |
| 第11週 | 061 - 066 | 1997年6月16日 - 06月21日 | 噂の断髪（ショートヘア）   | 伊沢妻五郎：苅谷俊介                  | 本木一博 |
| 第12週 | 067 - 072 | 1997年6月23日 - 06月28日 | でっかいお年玉             | 岩崎千代子：吉本多香美                | 清水一彦 |
| 第13週 | 073 - 078 | 1997年6月30日 - 07月05日 | 美容院開店                 | 安田沢子：三浦理恵子                  | 大加章雅 |
| 第14週 | 079 - 084 | 1997年7月07日 - 07月12日 | 母からの贈りもの           | 望月淳之介：鎌田佳祐                  | 遠藤理史 |
| 第15週 | 085 - 090 | 1997年7月14日 - 07月19日 | 男と女の間には             | 川村五喜：井原由希                    | 清水一彦 |
| 第16週 | 091 - 096 | 1997年7月21日 - 07月26日 | 別れの曲                   | 五十嵐民子：笹峰愛                    | 大橋守   |
| 第17週 | 097 - 102 | 1997年7月28日 - 08月02日 | 受験生の母                 | 望月エイスケ：野村萬斎                | 管原浩   |
| 第18週 | 103 - 108 | 1997年8月04日 - 08月09日 | エイスケ死す               | 太田とめ：細川ふみえ                  | 清水一彦 |
| 第19週 | 109 - 114 | 1997年8月11日 - 08月16日 | 淳之介の初恋               | 高山：秋山武史                        | 大加章雅 |
| 第20週 | 115 - 120 | 1997年8月18日 - 08月23日 | さよなら東京               | 岩本尚久：関口知宏                    | 遠藤理史 |
| 第21週 | 121 - 126 | 1997年8月25日 - 08月30日 | 母と子の暑い夏             | 望月光代：星由里子                    | 清水一彦 |
| 第22週 | 127 - 132 | 1997年9月01日 - 09月06日 | 夢ふたたび                 | 福沢南：池内万作                      | 原林麻奈 |
| 第23週 | 133 - 138 | 1997年9月08日 - 09月13日 | 立ち直る力                 | 望月淳之介：山田純大                  | 本木一博 |
| 第24週 | 139 - 144 | 1997年9月15日 - 09月20日 | 最後の親孝行               | 望月和子：浜丘麻矢 望月理恵：前田未来 | 遠藤理史 |
| 第25週 | 145 - 150 | 1997年9月22日 - 09月27日 | 人生は冒険旅行             | 林あぐり：田中美里                    | 清水一彦 |
| 第26週 | 151 - 156 | 1997年9月29日 - 10月04日 | 素晴らしき日々へ           |                                       | 清水一彦 |

### 総集編
| 放送回 | サブタイトル     |
| ------ | ---------------- |
| 第1回  | 花嫁は15歳       |
| 第2回  | 夢は美容師       |
| 第3回  | 別れの曲         |
| 最終回 | 素晴らしき日々へ |

## 受賞歴
- 第15回ザテレビジョンドラマアカデミー賞[15]
  - 助演男優賞（野村萬斎）

## 備考
林晃役の高嶋政伸は、個人としては1988年度下半期の『純ちゃんの応援歌』以来、芸能一家・高島家としては前作『ふたりっ子』で有沢英之役の父・忠夫に続いての朝ドラ出演となった。なお、演じた役は3人共「ヒロインの親族」である。